# 戸田氏定

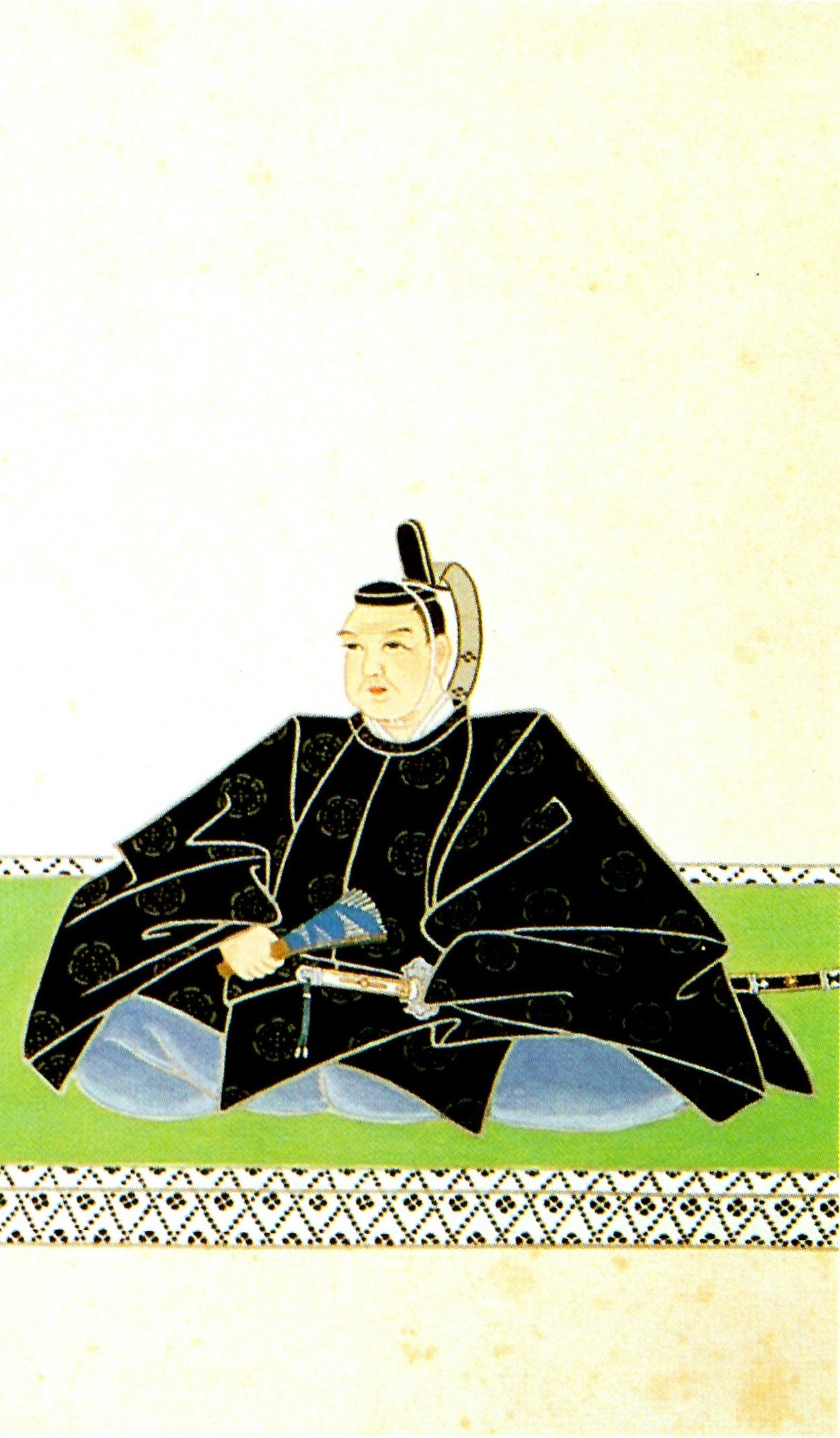
戸田氏定像

戸田 氏定（とだ うじさだ、明暦3年3月30日（1657年5月13日） - （享保18年7月23日（1733年9月1日））は、江戸時代中期の大名。美濃大垣藩の第4代藩主。大垣藩戸田家5代。
第3代藩主・戸田氏西の長男。母は内藤忠政の娘。正室は藤井松平信之の娘。子に戸田氏長（次男）、戸田定浩（三男）、戸田氏房（五男）、娘（水野忠恒正室）、娘（太田資晴正室）。官位は従五位下、采女正。
明暦3年（1657年）3月30日生まれ。寛文11年（1671年）12月28日に従五位下・采女正に叙任。貞享元年（1684年）6月7日に氏西が死没したため、8月に家督を継いだ。元禄元年（1688年）7月10日に弟戸田氏成に新田3000石を分知した。氏成の養父・戸田氏利の所領を合わせて1万石を超え、大名となり、分家の支藩三河畑ヶ村藩（大垣新田藩）が誕生した。元禄7年（1694年）3月27日、飛騨国が高山藩主金森氏移封ののち幕領となったため、幕府より戸田が飛騨国検地総奉行に任じられた。
享保8年（1723年）4月に次男の氏長に家督を譲って隠居し、享保18年（1733年）7月23日に死去。享年77。駒込蓮光寺に葬られた。法名は霊台院瑞誉松厳大居士。

## 連座
元禄14年（1701年）3月14日、母方の従弟にあたる播磨赤穂藩主浅野長矩が江戸城内にて吉良義央に斬りつけ、切腹処分となる。浅野長矩の実弟の浅野長広も閉門処分となり、氏定や安部信峯ら従兄弟の大名達も連座して出仕を止められた。その後、赤穂城収城を前に浅野家筆頭家老大石良雄は、月岡治右衛門と多川九左衛門を使者として「我が藩は無骨な家臣どもばかりなので、上野介様への処断がはっきりしないと開城を納得させられない」旨の、すなわち吉良義央への処分を求める嘆願書を幕府の収城目付の荒木政羽と榊原政殊に提出することを試みた。しかし月岡と多川は収城目付と行き違いになってしまい、そのまま江戸へ到着した。彼らは大石の「江戸家老には見せるな」という命令に背いて江戸家老の安井彦右衛門にこれを相談し、安井は浅野家親族の氏定にこれを報告した。驚いた氏定は「開城こそが公儀を重んじた内匠（浅野長矩）の意思のはず」とする内容の書を月岡と多川に渡し、大石に届けさせた。
赤穂藩内の家臣らによる籠城論争は、お家再興・敵討ちを前提とした開城でまとまったため、赤穂城は素直に開城された。赤穂藩浅野家の改易処分後、氏定もまた親族の赤穂藩浅野家再興のために尽力した。元禄14年（1701年）7月には大石良雄・小野寺秀和らを大垣に招いて浅野家再興について議した。元禄15年（1702年）7月18日、浅野長広は正式に安芸広島藩お預かり処分となり、赤穂藩浅野家の再興（相続）の可能性は限りなく無くなった。大石良雄らは吉良義央に対する仇討ち計画を本格化させ、同年末に赤穂事件を起こす。

## 系譜
- 父：戸田氏西（1627-1684）
- 母：内藤忠政の娘
- 正室：松平信之の娘
  - 次男：戸田氏長（1687-1735）
- 側室：於類 - 安田藤九郎の娘
  - 五男：戸田氏房（1704-1759） - 戸田氏成の養子
- 生母不明の子女
  - 三男：戸田定浩
  - 女子：氏長の養女として水野忠恒正室。ただし直後に忠恒は乱心改易。
  - 女子：太田資晴正室